# Sterrehof (Elspeet)
Landhuis Sterrehof, of Sterrekehoven, in Elspeet werd gebouwd in 1918-1920 naar een ontwerp van architect Samuel de Clercq (1876-1962).

## Geschiedenis
Opdrachtgeefster voor de bouw van het landhuis was jkvr. Ima van Eysinga (1881-1958). Van Eysinga was schilderes en textielkunstenaar en gebruikte het pand naast woonhuis als atelier. Na haar overlijden verkochten de erfgenamen het aan de familie Kamerlingh Onnes, die er een stoeterij vestigde. Het echtpaar mr. H.M.A. Kamerlingh Onnes en diens echtgenote G.A. barones van Dedem verhuisden naar landgoed Vosbergen in Heerde en in 1972 werd oud-minister jhr. mr. Mauk de Brauw de nieuwe eigenaar van Sterrehof.
Het pand werd door de gemeente Nunspeet aangemerkt als gemeentelijk monument.